# Convent dels Àngels
El convent dels Àngels és un edifici situat al carrer del mateix nom del barri del Raval de Barcelona, declarat bé cultural d'interès nacional.

## Història
L'any 1485 fou concedit a una comunitat de monges del tercer Orde de Sant Domènec procedents de Caldes de Montbui la cura d'una petita capella dedicada a la Mare de Déu dels Àngels (d'existència documentada des del 1473) situada a extramurs de la ciutat. A principis del segle xvi, les monges van iniciar la construcció d'un gran convent que van haver d'interrompre a mitjans de segle, a causa de la inseguretat del lloc i pel fet que l'edifici podia suposar un obstacle en les tasques de defensa de la ciutat.
El Consell de la Ciutat en va decidir el trasllat a l'interior. Per això, va concedir a les monges una capella al carrer del Peu de la Creu, tocant a la qual es va col·locar la primera pedra del nou convent de monges dominicanes, anomenat dels Àngels i del Peu de la Creu (1562-1566), construït pel mestre Bartomeu Roig, que va incorporar la capella a l'església conventual i la va transformar del tot (1568-1569) per iniciativa del bisbe auxiliar de Barcelona, Joan Jubí. Se sap que el mateix Roig va contractar el capítol i el dormitori i que el 1573, el mestre Joan Granja va contractar nous treballs al convent.
Durant el segle xix, les monges van ser exclaustrades en dues ocasions: el 1814, durant quatre mesos i durant 10 anys a partir del 1836. El 1868, l'església va començar a funcionar com a parròquia de Sant Antoni Abat i Nostra Senyora dels Àngels. L'any 1906, el conjunt va passar a mans de l'empresari Damià Mateu i Bisa, que hi tenia un magatzem de ferros, heretat pel seu fill Miquel Mateu i Pla, primer alcalde franquista de la ciutat, i el 1978 va ser adquirit als seus hereus per l'Ajuntament de Barcelona. En aquella època, encara hi havia tot un estoc de recanvis d'automòbil de la marca Hispano Suiza, creada per Mateu i Bisa.

### Rehabilitació i nous usos
L'any 1984, i en el marc de la proposta «Del Liceu al Seminari», incorporada al PERI aprovat el 1985, els arquitectes Lluís Clotet, Carles Díaz i Ignacio Paricio van redactar el projecte de rehabilitació del convent i els seus voltants. L'antic pati, ampliat amb els solars d'alguns edificis propers, com el Cine Céntrico (Peu de la Creu, 2), es va transformar en l'actual plaça de les Caramelles, amb un aparcament soterrat i envoltada d'uns blocs d'habitatges de promoció pública, segons el projecte de Cristian Cirici, Carles Díaz i Carles Bassó.
Per altra banda, Clotet i Paricio es van encarregar de la rehabilitació de la nau septentrional del convent, on van projectar una torre i un edifici annex amb façana a la nova plaça dels Àngels, que fou la seu del Foment de les Arts Decoratives (FAD) fins al seu trasllat definitiu al Disseny Hub el 2013. Actualment hi ha el Centre d'Estudis i Documentació del Museu d'Art Contemporani de Barcelona (MACBA).
Des del 2006, l'antiga església acull l'espai expositiu Capella MACBA, i des del 1993, a l'antic noviciat hi ha l'Arxiu Municipal de Districte de Ciutat Vella.

## Descripció
L'església és d'una sola nau de cinc trams amb capelles laterals entre contraforts (interrumpudes a mitjana alçada per un trifori a nivell del cor que té accés directe des del convent) i absis poligonal de cinc panys i una façana senzilla amb un portal del renaixement, amb frontó triangular. La coberta és amb volta de creueria, amb els arcs formers apuntats i els doblers de mig punt. Sobre els dos trams dels peus de la nau es bastí el cor conventual. L'aparell és de paredat i de maó (voltes de maó de pla), només en alguns sectors apareix la pedra picada.
Però l'element que millor combina els estils gòtic i renaixentista és la capella annexa del Peu de la Creu, en forma de pòrtic corinti amb sis arcs de disseny acurat, que té certa afinitat amb la llotja del Trentenari de la Casa de la Ciutat de Barcelona, damunt la cornisa d'aquest pòrtic es recolza una coberta de creueria gòtica, que ja té, però els arcs doblers de mig punt. Al fons de la capella, un arc de llum més gran, en angle amb l'aresta, allotjava un grup escultòric del Sant Sepulcre, ara força malmés, fet el 1569 amb materials molt pobres -morter de calç i guix amb policromia- sobre un fons de cortinatges en relleu i una pintura mural de tema històric.
El cos que forma la façana del carrer dels Àngels correspon al Noviciat i a altres edificis annexats posteriorment. És de línies molt sòbries, sobretot la façana extensa en la qual hi ha poques obertures i només està ornamentada en una porta del segle xvi amb un escut i un relleu que representa un Àngel de la Guarda. De la resta de dependències conventuals, queda un llarg cos perpendicular a la façana amb tres plantes i golfes, a la planta baixa el vestíbul de planta trapezoïdal, amb volta estrellada, la sala capitular i el refetor amb arcs doblers molt escarsers i voltes ogivals i d'aresta respectivament, i dues plantes més dedicades a dormitori.
Del claustre, del segle xvi, contractat per Antoni Mateu i Joan Pujol el 3 de gener del 1550, no en queda res i l'única galeria conservada fins ara devia ser força posterior.

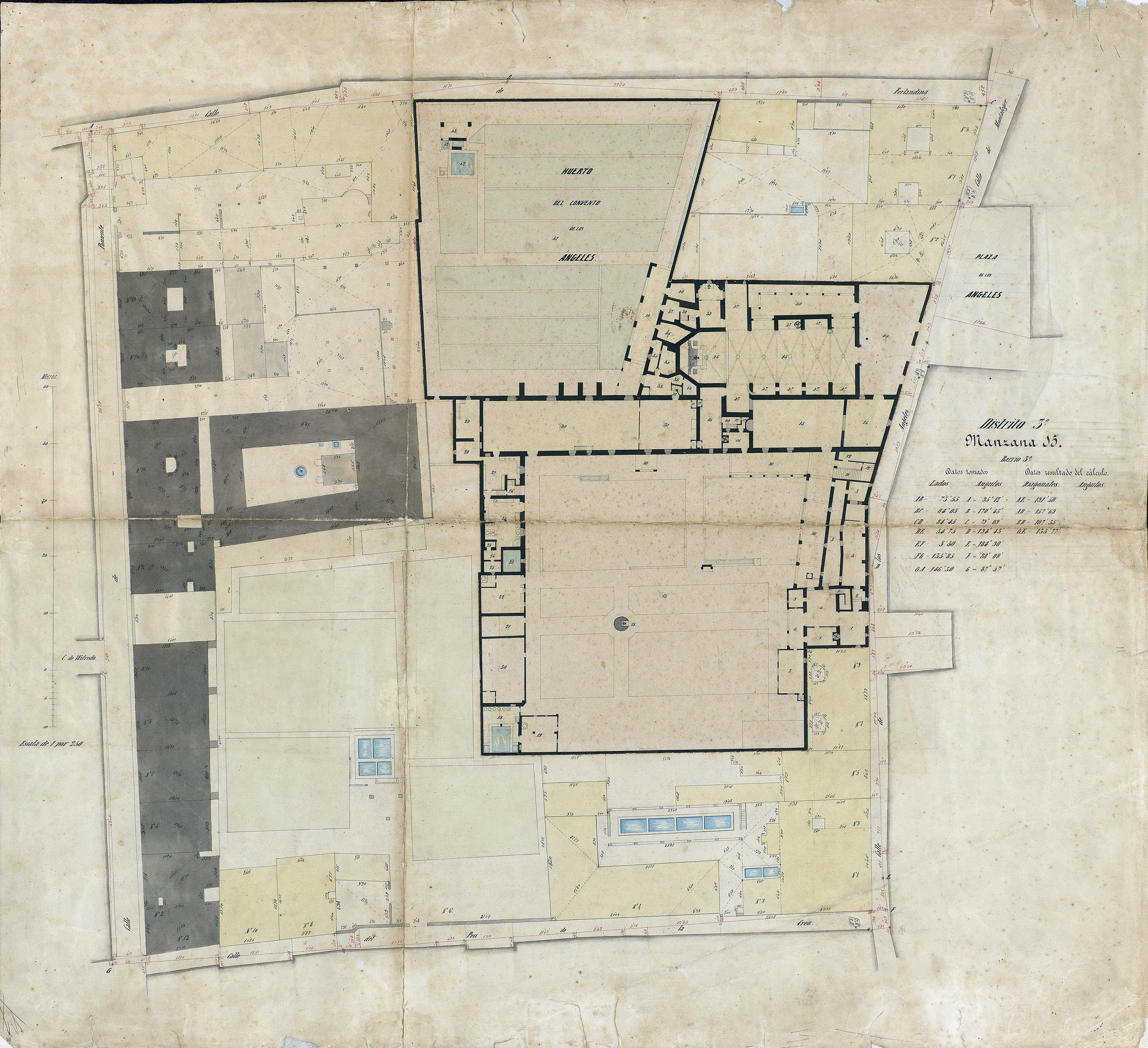
Quarteró núm. 53 de Garriga i Roca